# Mahmoud Eid
Mahmoud Eid (26 de junho de 1993) é um futebolista profissional palestino que atua como atacante.

## Carreira
Mahmoud Eid representou a Seleção Palestina de Futebol na Copa da Ásia de 2015.